# Hymenomima umbelularia
Hymenomima umbelularia là một loài bướm đêm trong họ Geometridae.